# R764 (Ierland)
De R764 is een regionale weg in het Ierse graafschap Wicklow tussen Ashford en Roundwood.
De weg is ruim 12 kilometer lang. Even buiten Ashford is er een aansluiting met de R763 naar Annamoe. De R764 loopt min of meer parallel met de R763, maar gaat eerst naar het noorden om in Killiskey af te buigen naar het oosten. De weg volgt de vallei van de Vartry om ten slotte in Roundwood aan te sluiten op de R755, die Kilmacanogue verbindt met Rathdrum. In Roundwood is ook een aansluiting met de R765 naar Newtownmountkennedy.
Even voor Roundwood loopt de weg over de stuwdam van het eerste Vartry Reservoir, dat hier tussen 1862 en 1868 werd aangelegd voor drinkwatervoorziening van de stad Dublin.
R101 · 
R102 · 
R103 · 
R104 · 
R105 · 
R106 · 
R107 · 
R108 · 
R109 · 
R110 · 
R111 · 
R112 · 
R113 · 
R114 · 
R115 · 
R116 · 
R117 · 
R118 · 
R119 · 
R120 · 
R121 · 
R122 · 
R123 · 
R124 · 
R125 · 
R126 · 
R127 · 
R128 · 
R129 · 
R130 · 
R131 · 
R132 · 
R133 · 
R134 · 
R135 · 
R136 · 
R137 · 
R138 · 
R139 · 
R147 · 
R148 · 
R149 · 
R150 · 
R151 · 
R152 · 
R153 · 
R154 · 
R155 · 
R156 · 
R157 · 
R158 · 
R159 · 
R160 · 
R161 · 
R162 · 
R163 · 
R164 · 
R165 · 
R166 · 
R167 · 
R168 · 
R169 · 
R170 · 
R171 · 
R172 · 
R173 · 
R174 · 
R175 · 
R176 · 
R177 · 
R178 · 
R179 · 
R180 · 
R181 · 
R182 · 
R183 · 
R184 · 
R185 · 
R186 · 
R187 · 
R188 · 
R189 · 
R190 · 
R191 · 
R192 · 
R193 · 
R194 · 
R195 · 
R196 · 
R197 · 
R198 · 
R199 · 
R200 · 
R201 · 
R202 · 
R203 · 
R204 · 
R205 · 
R206 · 
R207 · 
R208 · 
R209 · 
R210 · 
R211 · 
R212 · 
R213 · 
R214 · 
R215 · 
R229 · 
R230 · 
R231 · 
R232 · 
R233 · 
R234 · 
R235 · 
R236 · 
R237 · 
R238 · 
R239 · 
R240 · 
R241 · 
R242 · 
R243 · 
R244 · 
R245 · 
R246 · 
R247 · 
R248 · 
R249 · 
R250 · 
R251 · 
R252 · 
R253 · 
R254 · 
R255 · 
R256 · 
R257 · 
R258 · 
R259 · 
R260 · 
R261 · 
R262 · 
R263 · 
R264 · 
R265 · 
R266 · 
R267 · 
R268 · 
R277 · 
R278 · 
R279 · 
R280 · 
R281 · 
R282 · 
R283 · 
R284 · 
R285 · 
R286 · 
R287 · 
R288 · 
R289 · 
R290 · 
R291 · 
R292 · 
R293 · 
R294 · 
R295 · 
R296 · 
R297 · 
R298 · 
R299 · 
R300 · 
R310 · 
R311 · 
R312 · 
R313 · 
R314 · 
R315 · 
R316 · 
R317 · 
R318 · 
R319 · 
R320 · 
R321 · 
R322 · 
R323 · 
R324 · 
R325 · 
R326 · 
R327 · 
R328 · 
R329 · 
R330 · 
R331 · 
R332 · 
R333 · 
R334 · 
R335 · 
R336 · 
R337 · 
R338 · 
R339 · 
R340 · 
R341 · 
R342 · 
R343 · 
R344 · 
R345 · 
R346 · 
R347 · 
R348 · 
R349 · 
R350 · 
R351 · 
R352 · 
R353 · 
R355 · 
R356 · 
R357 · 
R358 · 
R359 · 
R360 · 
R361 · 
R362 · 
R363 · 
R364 · 
R365 · 
R366 · 
R367 · 
R368 · 
R369 · 
R370 · 
R371 · 
R372 · 
R373 · 
R374 · 
R375 · 
R376 · 
R377 · 
R378 · 
R379 · 
R389 · 
R390 · 
R391 · 
R392 · 
R393 · 
R394 · 
R395 · 
R396 · 
R397 · 
R398 · 
R399 · 
R400 · 
R401 · 
R402 · 
R403 · 
R404 · 
R405 · 
R406 · 
R407 · 
R408 · 
R409 · 
R410 · 
R411 · 
R412 · 
R413 · 
R414 · 
R415 · 
R416 · 
R417 · 
R418 · 
R419 · 
R420 · 
R421 · 
R422 · 
R423 · 
R424 · 
R425 · 
R426 · 
R427 · 
R428 · 
R429 · 
R430 · 
R431 · 
R432 · 
R433 · 
R434 · 
R435 · 
R436 · 
R437 · 
R438 · 
R439 · 
R440 · 
R441 · 
R442 · 
R443 · 
R444 · 
R445 · 
R446 · 
R448 · 
R449 · 
R458 · 
R459 · 
R460 · 
R461 · 
R462 · 
R463 · 
R464 · 
R465 · 
R466 · 
R467 · 
R468 · 
R469 · 
R470 · 
R471 · 
R472 · 
R473 · 
R474 · 
R475 · 
R476 · 
R477 · 
R478 · 
R479 · 
R480 · 
R481 · 
R482 · 
R483 · 
R484 · 
R485 · 
R486 · 
R487 · 
R488 · 
R489 · 
R490 · 
R491 · 
R492 · 
R493 · 
R494 · 
R495 · 
R496 · 
R497 · 
R498 · 
R499 · 
R500 · 
R501 · 
R502 · 
R503 · 
R504 · 
R505 · 
R506 · 
R507 · 
R509 · 
R510 · 
R511 · 
R512 · 
R513 · 
R514 · 
R515 · 
R516 · 
R517 · 
R518 · 
R519 · 
R520 · 
R521 · 
R522 · 
R523 · 
R524 · 
R525 · 
R526 · 
R527 · 
R548 · 
R549 · 
R550 · 
R551 · 
R552 · 
R553 · 
R554 · 
R555 · 
R556 · 
R557 · 
R558 · 
R559 · 
R560 · 
R561 · 
R563 · 
R564 · 
R565 · 
R566 · 
R567 · 
R568 · 
R569 · 
R570 · 
R571 · 
R572 · 
R573 · 
R574 · 
R575 · 
R576 · 
R577 · 
R578 · 
R579 · 
R580 · 
R581 · 
R582 · 
R583 · 
R584 · 
R585 · 
R586 · 
R587 · 
R588 · 
R589 · 
R590 · 
R591 · 
R592 · 
R593 · 
R594 · 
R595 · 
R596 · 
R597 · 
R598 · 
R599 · 
R600 · 
R601 · 
R602 · 
R603 · 
R604 · 
R605 · 
R606 · 
R607 · 
R608 · 
R610 · 
R611 · 
R612 · 
R613 · 
R614 · 
R615 · 
R616 · 
R617 · 
R618 · 
R619 · 
R620 · 
R621 · 
R622 · 
R623 · 
R624 · 
R626 · 
R627 · 
R628 · 
R629 · 
R630 · 
R631 · 
R632 · 
R633 · 
R634 · 
R635 · 
R637 · 
R638 · 
R639 · 
R640 · 
R641 · 
R659 · 
R660 · 
R661 · 
R662 · 
R663 · 
R664 · 
R665 · 
R666 · 
R667 · 
R668 · 
R669 · 
R670 · 
R671 · 
R672 · 
R673 · 
R674 · 
R675 · 
R676 · 
R677 · 
R678 · 
R679 · 
R680 · 
R681 · 
R682 · 
R683 · 
R684 · 
R685 · 
R686 · 
R687 · 
R688 · 
R689 · 
R690 · 
R691 · 
R692 · 
R693 · 
R694 · 
R695 · 
R696 · 
R697 · 
R698 · 
R699 · 
R700 · 
R701 · 
R702 · 
R703 · 
R704 · 
R705 · 
R706 · 
R707 · 
R708 · 
R709 · 
R710 · 
R711 · 
R712 · 
R713 · 
R724 · 
R725 · 
R726 · 
R727 · 
R729 · 
R730 · 
R731 · 
R732 · 
R733 · 
R734 · 
R735 · 
R736 · 
R737 · 
R738 · 
R739 · 
R740 · 
R741 · 
R742 · 
R743 · 
R744 · 
R745 · 
R746 · 
R747 · 
R748 · 
R749 · 
R750 · 
R751 · 
R752 · 
R753 · 
R754 · 
R755 · 
R756 · 
R757 · 
R758 · 
R759 · 
R760 · 
R761 · 
R762 · 
R763 · 
R764 · 
R765 · 
R766 · 
R767 · 
R768 · 
R769 · 
R770 · 
R772 · 
R773 · 
R774 · 
R801 · 
R802 · 
R803 · 
R804 · 
R805 · 
R806 · 
R807 · 
R808 · 
R809 · 
R810 · 
R811 · 
R812 · 
R813 · 
R814 · 
R815 · 
R816 · 
R817 · 
R818 · 
R819 · 
R820 · 
R821 · 
R822 · 
R824 · 
R825 · 
R826 · 
R827 · 
R828 · 
R829 · 
R830 · 
R831 · 
R833 · 
R834 · 
R835 · 
R837 · 
R838 · 
R839 · 
R840 · 
R842 · 
R843 · 
R846 · 
R847 · 
R848 · 
R849 · 
R851 · 
R852 · 
R853 · 
R854 · 
R855 · 
R857 · 
R858 · 
R859 · 
R860 · 
R861 · 
R863 · 
R864 · 
R865 · 
R866 · 
R867 · 
R868 · 
R870 · 
R871 · 
R873 · 
R874 · 
R875 · 
R876 · 
R877 · 
R880 · 
R883 · 
R884 · 
R885 · 
R886 · 
R887 · 
R888 · 
R889 · 
R890 · 
R895 · 
R899 · 
R900 · 
R901 · 
R903 · 
R904 · 
R906 · 
R907 · 
R908 · 
R909 · 
R910 · 
R911 · 
R912 · 
R913 · 
R914 · 
R915 · 
R916 · 
R917 · 
R918 · 
R919 · 
R920 · 
R921 · 
R923 · 
R924 · 
R925 · 
R926 · 
R927 · 
R928 · 
R929 · 
R930 · 
R931 · 
R932 · 
R933 · 
R934 · 
R935 · 
R936 · 
R937 · 
R938 · 
R940 · 
R941